# سئو-دونگ
سئو-دونگ (به لاتین: Seo-dong) یک منطقهٔ مسکونی در کره جنوبی است.